# Cetatea Camenița
Cetatea Camenița (în ucraineană Кам'янець-Подільська фортеця, transliterat: Kameaneț Podilska fortețea; în poloneză twierdza w Kamieńcu Podolskim; în rusă Каменец-Подольская крепость, transliterat: Kameneț-Podolskaia krepost; în turcă Kamaniçe Kalesi) este o fostă cetate ruteano-lituaniană și mai târziu poloneză cu trei părți, situată în orașul istoric Camenița (Kameaneț-Podilskîi), Ucraina, în regiunea istorică Podolia din partea de vest a țării. Numele său este atribuit rădăcinii kamin', de la cuvântul slav ce înseamnă piatră.
Relatările istorice datează cetatea Camenița de pe la începutul secolului al XIV-lea, deși recente dovezi arheologice au demonstrat existență umană în zonă încă din secolele al XII-lea sau al XIII-lea. Inițial construită pentru a proteja podul care leagă orașul de restul țării, cetatea se află pe o peninsulă formată de un meandru al râului Smotrîci⁠(d), ce formează un sistem natural de apărare pentru centrul vechi al Cameniței.
Locația sa pe o rută strategică de transport din Podolia a făcut din ea un obiectiv pentru invadatorii străini, care au reconstruit cetatea pentru a se potrivi cu nevoile lor proprii, adăugând la diversitatea arhitecturală multiculturală. Mai exact, complexul este format din orașul vechi, fortificat de către regele Cazimir al IV-lea; cetatea veche reconstruită de către regii Sigismund I și Ștefan Báthory; și cetatea nouă fondată de regii Sigismund al III-lea și Vladislav al IV-lea. Cu toate acestea, în ciuda multor modificări arhitecturale și inginerești ale structurii originare, cetatea încă formează un design arhitectural coerent, fiind una dintre puținele construcții medievale din Ucraina care este relativ bine conservată.
Împreună cu orașul vechi, cetatea este protejată ca parte a monumentului istorico-arhitectural de interes național Camenița și ca parte a Parcului Național Ecologic „Podilski Tovtrî”⁠(d). Complexul este candidat pentru Patrimoniul Mondial UNESCO, fiind nominalizat în 1989 de către reprezentanții RSS Ucrainene și, de asemenea, una dintre cele Șapte Minuni ale Ucrainei⁠(d). Astăzi, cetatea Camenița este cel mai cunoscut punct de reper al orașului, și are rol de atracție turistică⁠(d) de importanță națională și regională.

## Istoria

### Construcția și istoria timpurie

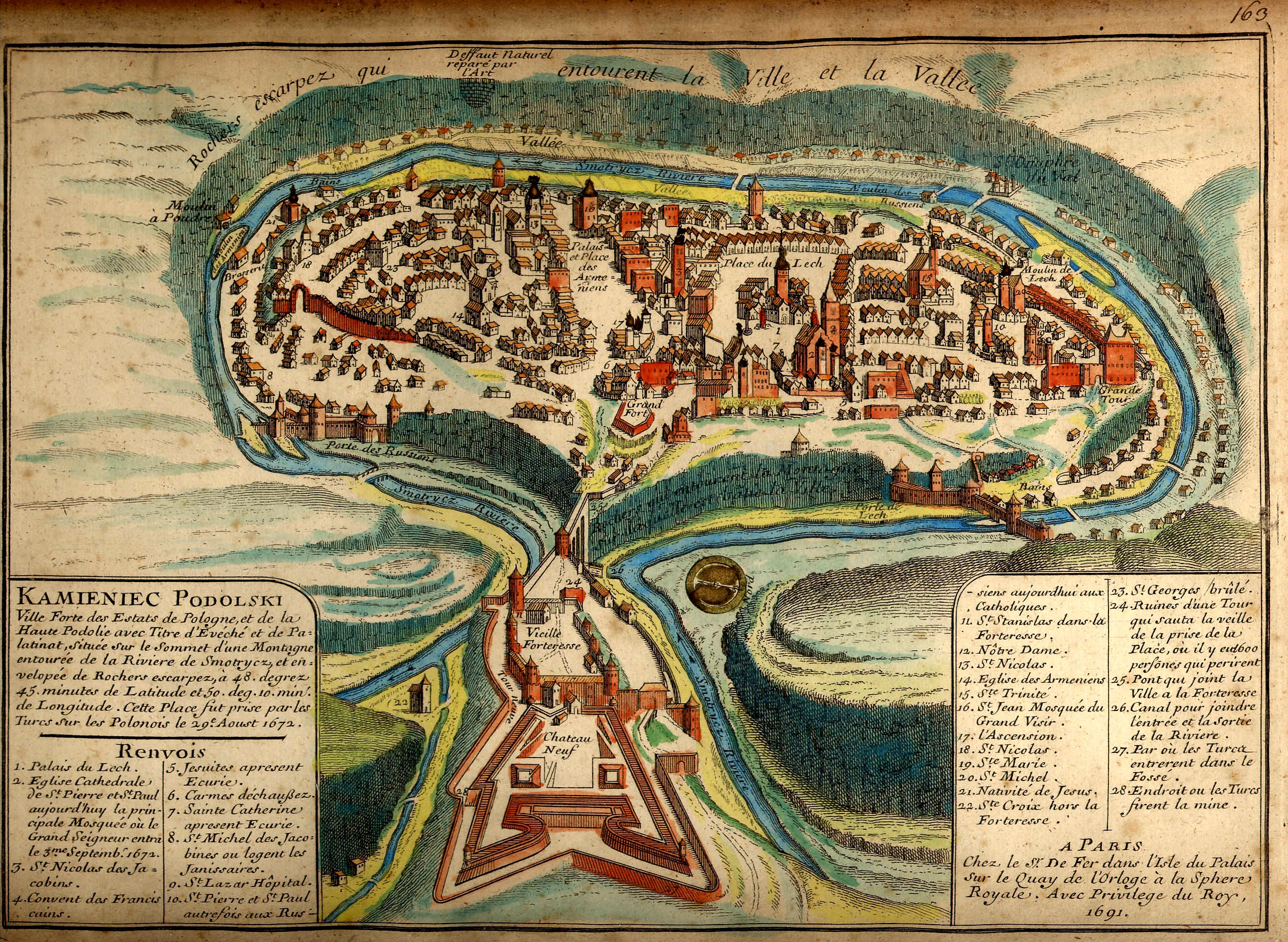
Hartă franceză din 1691 ce ilustrează cetatea și orașul vechi Camenița

În mod tradițional, se crede că cetatea Camenița a fost ridicată în a doua jumătate a secolului al XIV-lea, întrucât primele relatări istorice exacte despre cetate datează de la mijlocul secolului al XIV-lea, când cele mai multe dintre teritoriile vestice ale Ruteniei Kievene erau sub controlul Marelui Ducat al Lituaniei. Un document scris de prințul Iuri Koriatovîci⁠(d) în 1374, de exemplu, menționează că locuitorii interiorului cetății se bucurau de drepturile Magdeburgului. În timpul săpăturilor arheologice din anii 1960, însă, s-au scos la iveală dovezi care sugerează că această cetate ar putea data chiar de mai demult, de la sfârșitul secolului al XII-lea sau de la începutul celui al XIII-lea. Este clar și din mărturiile istorice și arheologice că în zonă a existat o cetate de pământ în timpul statului slav răsăritean Rusia (Rutenia) Kieveană, dar nu pe același loc ca actuala cetate.
Cetatea era învechită, dar a rămas vitală pentru apărarea Cameniței și a rutelor comerciale din apropiere; ca urmare, voievodul Cracoviei, Spytek de Melsztyn⁠(d), a început modernizarea complexului în secolul al XV-lea. În timpul reconstrucției, vechile turnuri au fost renovate și s-au mai construit alte zece turnuri noi. Un secol și jumătate mai târziu, cetatea a fost actualizată din nou, de data aceasta de către inginerul militar și arhitectul Hiob Bretfus⁠(d), care a construit turnurile noi de vest și de est, zidul de est al cetății și o galerie subterană, precum și porțile și locuințele pentru starostele comunității.

### Atacurile continue ale invadatorilor

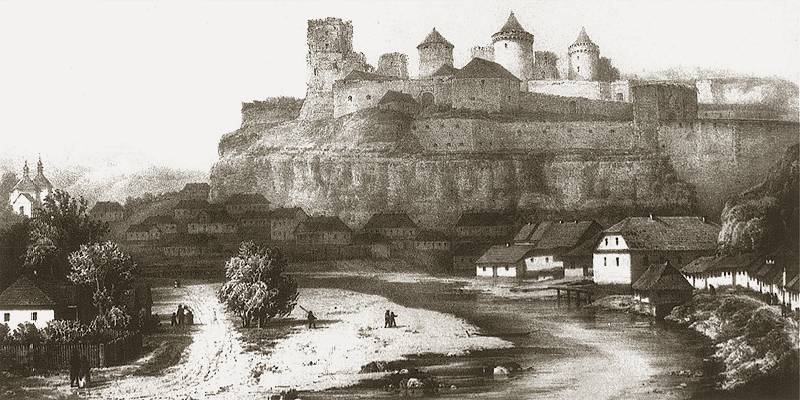
Veche litografie reprezentând zidurile cetății cu o așezare sub ele, care încă mai există și astăzi

Între mijlocul secolului al XIV-lea și cel al secolului al XV-lea, cetatea Camenița era situată pe una din principalele frontiere ale Uniunii Polono-Lituaniene. Din 1434 și până la anexarea de către Imperiul Rus în anul 1793, ea a jucat un rol important în apărarea împotriva invaziilor căzăcești, otomane și tătărești; între secolele al XV-lea și al XVII-lea, cetatea a fost atacată de hoardele⁠(d) tătare de 51 de ori. Invaziile tătarilor din 1448, 1451, 1509 și 1528, precum și asediul otoman din 1533 au produs grave avarii cetății și orașului, dar toate aceste invazii au fost respinse cu succes.
Cetatea Camenița a jucat un rol important în timpul Răscoalei lui Hmelnițki între 1648-54, atunci când cazacii zaporojeni conduși de hatmanul Bogdan Hmelnițki s-au aliat cu tătarii din Crimeea și cu țărănimea ucraineană locală împotriva oștilor polono-lituaniene. În timpul răscoalei, cetatea a fost asediată fără succes de către cazacii locali și de insurgenții conduși de comandantul Maksym Kryvonis⁠(d). În 1651, cetatea a fost apoi supusă unui alt asediu căzăcesc condus de hatmanul⁠(d) Ivan Bohun⁠(d), înainte ca un neașteptat contraatac al insurgenților polonezi în frunte cu Aleksandrenka și Ciuika să restabilească prezența polonă în zonă și să ridice asediul. O forță armată de 60.000 de oameni în frunte cu Hmelnițki a reafirmat controlul căzăcesc asupra cetății în 1652. Un an mai târziu, ea a fost atacată din nou, de data aceasta de o hoardă de 40.000 de tătari din Crimeea.

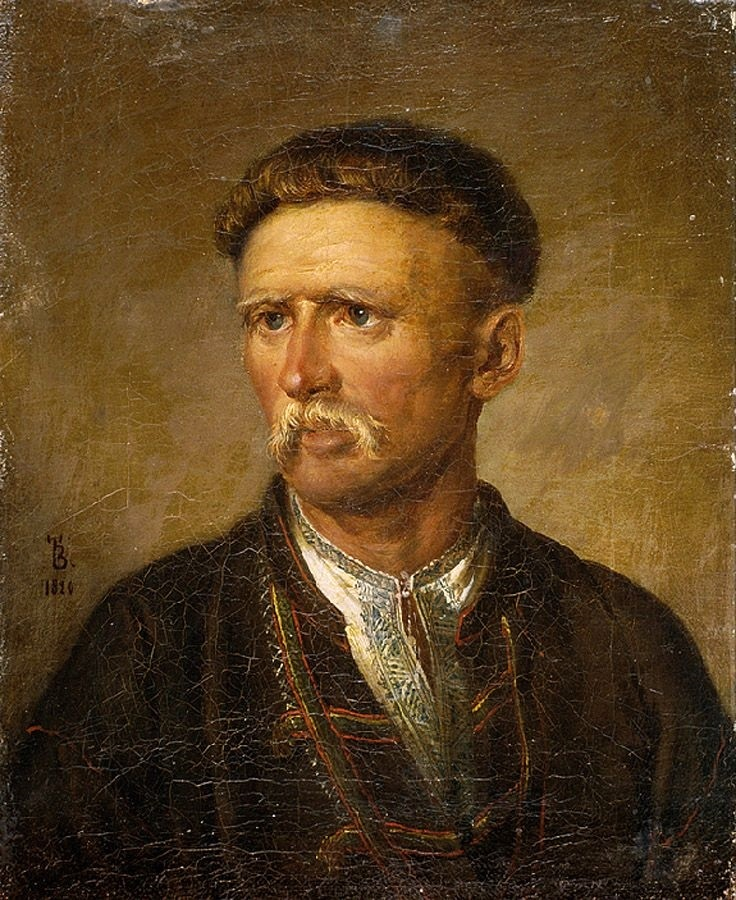
. Vasili Tropinin, c. 1820 ulei pe pânză. Galeria de Stat Treteakov, Moscova.

La începutul lunii august 1672, o armată de 300.000 de otomani, condusă de sultanul⁠(d) Mehmed al IV-lea, și o forță combinată de 40.000 de tătari și cazaci conduși de hatmanul Petro Doroșenko⁠(d) a asediat cetatea. După negocieri cu atacatorii, liderii orașului au predat cetatea turcilor pe 18 august. În semn de protest, comandantul cetății, Michał Wołodyjowski, și maiorul Hejking au aruncat în aer restul de praf de pușcă din cetate, explozie în care au murit cei doi împreună cu 800 de apărători. Timp de 27 de ani după atac, cetatea a servit ca bază a dominației otomane în Podolia. În 1699, tratatul de la Karlowitz a consemnat revenirea zonei sub control polon după ce Imperiul Otoman s-a retras.

### De la cetate la închisoare
De la începutul secolului al XVIII-lea, cetatea Camenița și-a pierdut rolul defensiv, și a fost folosită mai mult ca închisoare militară decât ca fortificație. Numeroase persoane au fost executate sau încarcerate aici, între care starșine (lideri) și haidamaci (haiduci) cazaci, și chiar și pretendentul la tronul Poloniei, Stanisław August Poniatowski, în vârstă de trei ani.
Chiar dacă și-a pierdut rolul defensiv, a fost una dintre cele mai puternice cetăți ale Coroanei Regatului Poloniei până la a doua împărțire a Poloniei din 21 aprilie 1793, când atât cetatea, cât și orașul Camenița au fost transferate sub suveranitatea Imperiului Rus. În aceeași zi, comandantul cetății a predat cheia cetății și a jurat credință țarului în catedrala orașului. 101 salve de tun au salutat apoi evenimentul în interiorul cetății. În timpul invaziei franceze a Rusiei din 1812, Armata Imperială rusă a fost staționată în cetate. În 1815, Konstantin Batiușkov⁠(d), care mai târziu avea să devină un bine-cunoscut poet și scriitor, a fost detașat ca ofițer în cetate. În 1846, poetul Vladimir Raevski⁠(d) fost staționat în cetate, timp în care el a înființat o organizație pro-decembristă de ofițeri progresiști.
Din 1816 până în 1914, cetatea a fost transformată din închisoare militară în închisoare pentru datornici⁠(d), infractori și deținuți politici. În 1831, lexicologul Wladimir Iwanowitsch Dal⁠(d) a lucrat în cetate, pe când scria un dicționar al limbii ruse. Cetatea a fost centrul mișcării anti-feudale din Podolia secolului al XIX-lea, mișcare condusă de veteranul de cavalerie al războiului ruso-francez din 1812 Ustîm Karmaliuk⁠(d) (1787-1835), astăzi considerat de ucraineni un erou al folclorului național⁠(d).

### Muzeul și conservarea

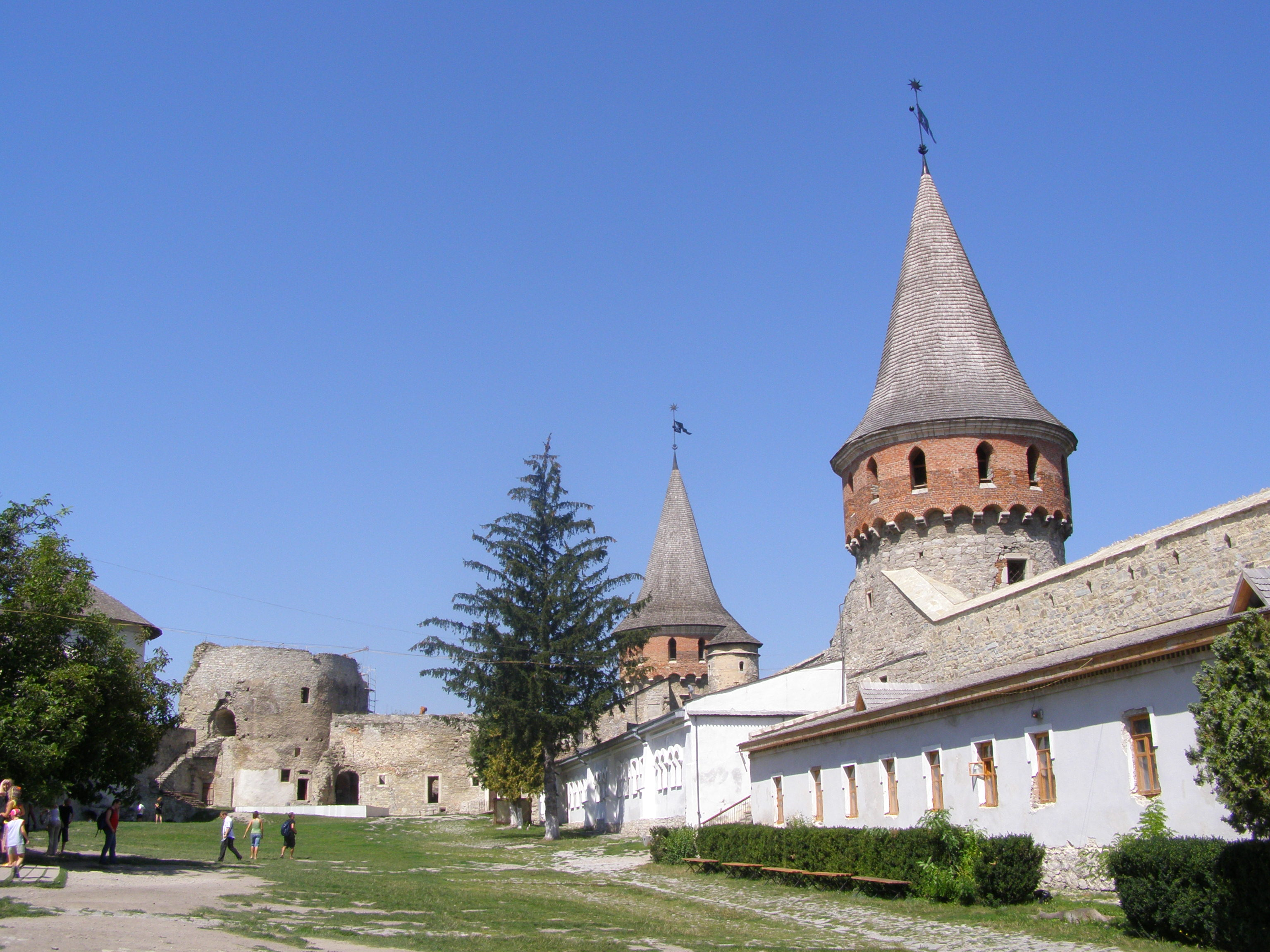
Curtea interioară și vedere a muzeului

După o serie de schimbări politice de după revoluția din 1905, partidele politice și organizațiile politice au fost permise de către lege pe întreg teritoriul Imperiului Rus. În 1906, un total de 67 de organizații politice au avut sediul în cetate. Printre ele s-a numarat ziarul Partidului Social-Democrat al Muncii din Rusia, Iskra (Scânteia). Un decret emis de Sovnarkomul Republicii Sovietice Socialiste Ucrainene a declarat în 1928 complexul cetății Camenița monument istoric. În anii 1930, s-au făcut planuri pentru a transforma cetatea în muzeu, și lucrările de reconstrucție a clădirilor au început în 1937. Printre atracțiile adăugate muzeului s-a numărat o scenă reprezentându-l pe Karmaliuk în celula lui din cetate în Turnul Papei, unde a fost ținut în timpul detenției sale. Numărul vizitatorilor cetății ajunsese în anii 1930 la 300.000 pe an.
În 1947, cetatea Camenița a fost trecută pe lista pan-sovietică de monumente istorice. O placă memorială și un basorelief cu chipul lui Karmaliuk au fost amenajate în apropierea expoziției Karmaliuk la 18 aprilie 1958. Lucrările arheologice și de restaurare au fost efectuate în cetate începând cu 1962, sub supravegherea arhitecților I. Plamenîțka și A. Tiupîci. Pe 18 mai 1977, s-a înființat Rezervația Națională Istorico-Arhitecturală Camenița. Pe 13 septembrie 1989, guvernul RSS Ucrainene a pus Camenița pe lista de propuneri pentru locuri în patrimoniul mondial UNESCO.
În 2004, rezervația a fost ridicată la rangul de district național de conservare.
În 21 august 2007, complexul a fost declarat unul dintre cele Șapte Minuni ale Ucrainei⁠(d), ieșind pe locul 3 într-un concurs la nivel național. La 1 august 2011, o furtună puternică a distrus parțial Turnul de Vest; primăria orașului nu a negat că integritatea structurală a turnului a fost slăbită în timpul ultimei reconstrucții din 2007, deficiențele lucrărilor de atunci deschizând calea pentru prăbușirea sa, doar patru ani mai târziu.

## Arhitectura
Cetatea Camenița se sprijină pe o formațiune calcaroasă înconjurată de valea râului Smotrîh⁠(d). Prin urmare, fundația i-a fost construită folosind calcar, precum și cărămidă și piatră locală și de import. Ca urmare, numele cetății provine din radicalul kamin', de la cuvântul slav pentru „piatră”. Cele două părți principale ale cetății, Cetatea Veche (ucraineană Старий замок, transliterat: Starîi zamok) și Cetatea Nouă (ucraineană Новий замок, transliterat: Novîi zamok), au fost construite în perioade diferite. Cetatea Veche protejează zona dinspre orașul vechi Camenița, și a fost construită pentru a proteja împotriva atacurilor directe ale oștilor inamice. Cetatea Nouă a fost ridicată în timpul numeroaselor modernizări ulterioare; scopul său a fost de a oferi protecție față de armatele inamice de câmp și a fost concepută pentru a sprijini invențiile mai noi de tehnică militară, cum ar fi tunurile cu rază lungă de acțiune.

### Cele douăsprezece turnuri
Mare și important complex de fortificație, cetatea Camenița a avut chiar și 12 turnuri, dintre care unele s-au adăugat mai târziu în timpul modernizărilor. O parte din turnuri s-au situat pe peninsula pe care stă cetatea principală; alte turnuri s-au situat pe pantele abrupte peste râul Smotrîh. Există și alte turnuri, cum ar fi Turnul Mic de Sud, un turn daco-roman, în timp ce un alt turn daco-roman se afla imediat în afara pereților de est și un alt semiturn situat la capătul vestic al podului cetății. De aceste turnuri, cu toate acestea, doar câteva aveau să rămână neatinse până astăzi. Cele 12 turnuri au fost:
- Turnul Papei (denumit și Turnul lui Karmeliuk, Turnul Iulian)[30] a fost ridicat în secolele al XV-lea–al XVI-lea; în turn se aflau un arsenal de artilerie, un depozit de praf de pușcă, o vistierie și o moară,[31] interconectat cu bastionul sudic;
- Turnul Kovpak (denumit și Turnul Șleahtei)[d] un turn mai vechi, din secolele al XIV-lea–al XVI-lea, unde erau găzduiți nobilii șleahtici;[31]
- Turnul Tęczyński, din secolele al XIV-lea–al XVI-lea, denumit după familia Tęczyński⁠(d);[31]
- Turnul Alb (denumit și Turnul Laska), construit în secolul al XV-lea,[30] ce găzduia un alt arsenal de artilerie;[31]
- Turnul de Zi (denumit și Turnul Dzienna), un turn mare, cu răscruce pentru artilerie la catul al doilea, pentru a muta tunurile în poziție de foc, precum și spre Turnul de Vest Nou. Acolo se afla și o mică capelă luterană și un „orlîk”, sau turn de observație, în vârf;[31]
- Turnul Nou de Vest (sau Turnul Mare), construit în 1544 și care servea drept bastion. El conținea una dintre tiparnițele cetății, și avea și o platformă de artilerie care acoperea câmpia vastă din jurul său. A fost deteriorat de o furtună puternică în 2011.[28][31]
- Turnul Różanka (denumit și Turnul Burgrabska sau Kreslavska), construit în secolele al XIV-lea–al XVI-lea,[30] găzduia o închisoare la subsol. Este unul din cele trei turnuri (alături de Tęczyński și Lanckorońska) finisate cu bolte conice special gândite să evacueze gazele emanate de praful de pușcă stocat acolo;[31]
- Turnul de Apă (denumit și Turnul Smotrytska),[30] una din structurile ulterioare, din secolele al XV-lea–al XVIII-lea utilizate pentru a fi legate de cetate prin Poarta Câmpului, aflate la o oarecare distanță de incinta principală pe latura nordică. Avea un puț de unde se extrăgea apă din râul Smotrîci, precum și un tunel secret, a cărui existență era cunoscută doar staroștilor și scribilor;[31]
- Turnul Comandantului, ridicat în secolul al XV-lea;[30]
- Turnul Lanckorońska (sau al doilea Turn Laska), construit între secolele al XIV-lea–al XVI-lea, denumit după familia Lanckoroński⁠(d);[31]
- Turnul Negru. Din el au rămas doar ruinele și datează din secolele al XV-lea–al XVI-lea.[32] Servea drept depozit de muniții⁠(d) și a fost aruncat în aer în semn de protest (vezi secțiunea despre istorie);[30]
- Turnul Nou de Est, ridicat în 1544.[30]

### Zidurile de fortificație
Zidurile cetății Camenița sunt împărțite în trei secțiuni sau terase; de nord, de sud și de est.
Zidurile de terasei nordice (aproximativ 336 m lungime) apărau întreaga curte interioară. Zidurile curții de nord-vest formează Cetatea Veche, și se termină între Turnurile de Zi și Różanka. Ele sunt alcătuite din două ziduri paralele, care includ Turnul Mic de Vest, resturile Turnului Negru, și o cazemată cu două niveluri. Cel mai vechi dintre cele două ziduri datează de la începutul secolului al XII-lea și este construit cu creneluri⁠(d). O altă cazemată era situată pe zidurile de est. O intrare în cetate în partea zidurilor de est este denumită Poarta Cetății Noi, și au mai fost două porți: una în zidul nordic, numită Poarta Poarta Cetății Vechi, și o alta, Poarta Domeniului, care lega Turnul de Apă cu restul cetății. Zidurile de nord sunt întărite cu Bastionul de Nord de-a lungul întregii lungimi. Bastionul a fost construit în 1790, chiar înainte de a doua împărțire a Poloniei. Există și Cetatea Nouă, care a fost concepută ca lucrare în corn și situată la vest de complexul principal.

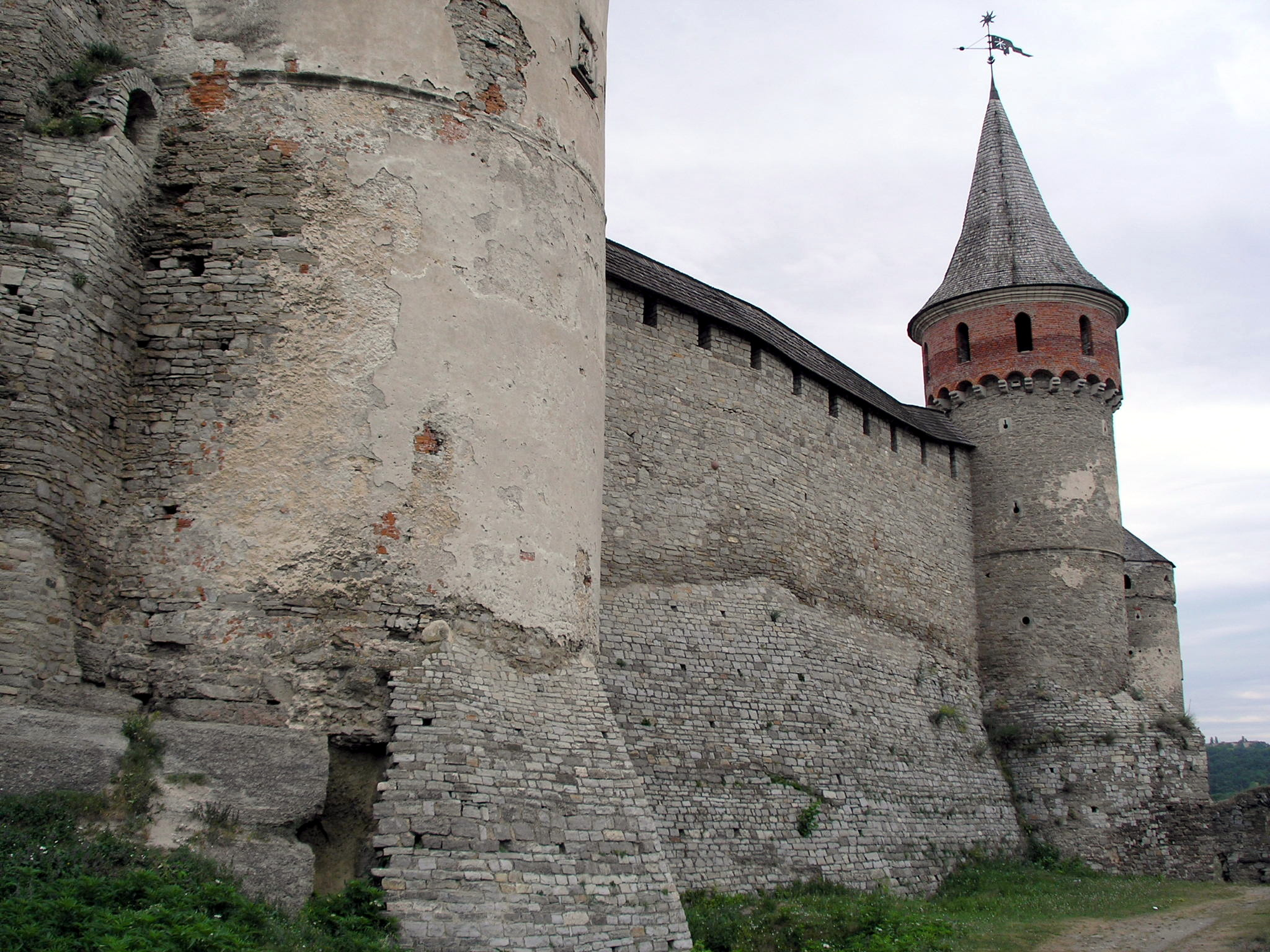
Secole de completări la zidurile de fortificație adaugă la diversitatea arhitecturală a cetății

În partea de est a curții se aflau resturi ale bisericii Sf Stanislau, lângă care se afla un cavou⁠(d) al lui M. Potocki. Lângă Turnul Kovpak se află o biserica ortodoxă, unde a fost înmormântat prințul Koriatovîci. În curte, de-a lungul zidurilor de sud, între Turnurile Kovpak și Tęczyński se aflau un grânar⁠(d) și un șopron de trăsuri⁠(d). Vizavi de acestea, lângă zidul nordic și Turnul Lanckorońska, se afla resedința starostelui. Lângă Turnul Tęczyński era „Rurmuș”, care servea drept rezervor de apă pentru cetate. La zidurile de sud, mai aproape de Turnul Alb (între Turnurile Tęczyński și Alb) erau o bucătărie și o brutărie. Lângă Turnul Alb, la sud de zidurile dintre Turnurile Alb și de Zi se afla biroul starostelui. Lipite de zidurile de vest se aflau celeadna, sau dormitoarele slujitorilor, unde stăteau până la 70 de servitori de la cetate. În afara zidurilor de nord, se aflau grajdurile cetății, unde puteau fi adăpostiți 30 de cai. În secolul al XVI-lea, cetatea avea o garnizoană de aproximativ 300 de soldați, care locuiau în oraș.

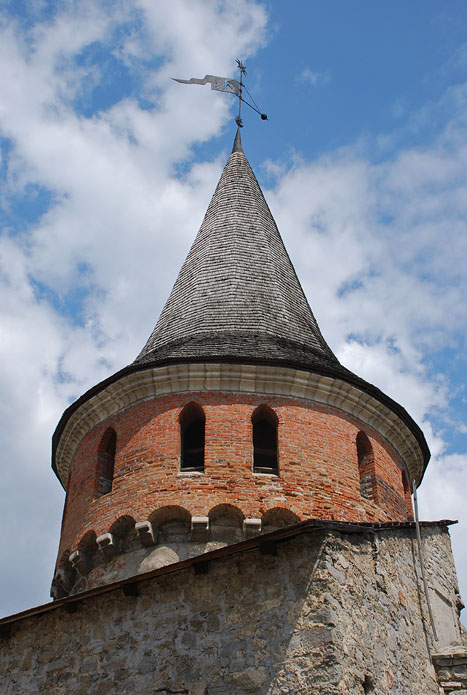
Prim-plan cu unul dintre cele 12 turnuri

Școala Profesională Industrială din Camenița a cercetat zidurile cetății. S-au descoperit o zonă de nisipuri mișcătoare⁠(d) la marginea drumului, lângă „Podzamce”, sau „Subcetate”, cartier al orașului, care în anul anterior subminase parțial zidurile de sprijin ale cetății. Efectele nisipurilor mișcătoare descoperiseră zidurile de fundație, la puțin peste 5 metri adâncime. Zidurile fundației au fost construite pe calcar, care formează un defileu de-a lungul văii râului. Alte lucrări de excavare au arătat că pereții se întind spre vest, precum și din Cetatea Veche până la bastioanele Cetății Noi. S-au găsit în șanț și fundații de susținere pentru vechiul pod. De la sud în perete există o deschidere lată de 2,5 m și înaltă de 5 m, prin care se presupune că curgea apă.
Zidurile conservate de nord-vest au acum 13,7 m înălțime măsurate de la partea exterioară a cetății și 5,7 m înălțime din curte. Ca urmare a numeroaselor reconstrucții, grosimea zidurilor s-a schimbat de-a lungul secolelor, fiind de 1,45 m în Evul Mediu, de 2,2 m în secolele al XIV-lea–al XV-lea, și în medie de 4 m după reconstrucția din secolele al XVI-lea și al XVII-lea. S-au efectuat recent lucrări de conservare a zidurilor pentru a păstra fragmente din zidurile vechi rutenești.

### Podul cetății
Ca urmare a locației unice a cetății pe o peninsulă, podul cetății (în ucraineană Замковий міст, transliterat: Zamkovîi mist) servește ca unică legătură de transport cu centrul istoric al orașului. Acesta reprezintă o considerabilă realizare a ingineriei medievale. Podul are o lungime de 88 m. La intrarea pe pod, lățimea sa este de aproximativ 8,5 m, în timp ce la capăt se îngustează la 6,5 m. Înălțimea podului este de 27 m la intrare, ajungând la 17 m pe partea depărtată.
La începutul secolului al XV-lea, un turn de poartă, mare și rotund, a fost construit la capătul dinspre cetate al podului, înălțimea podului, cu tot cu turnul, era echivalentă cu cea a unei clădiri moderne de opt etaje⁠(d). În timpul asediului polonez nereușit al orașului, în 1687, podul a fost reconstruit și fortificat de către turci, dobândind numele de „podul turcesc” (în ucraineană Турецький міст, transliterat: Turețkîi mist), cum încă îi mai spun și astăzi mulți localnici. Fațada de piatră a podului a fost în stare degradată de la 1841 până la sfârșitul secolului al XIX-lea. Lipsa de conservare ulterioară, împreună cu niște avarii produse de un cutremur în 1986, a contribuit la starea proastă. În anul 2000, World Monuments Fund⁠(d) a inclus podul cetății Camenița în 2000 World Monuments Watch⁠(d).

## Moștenirea istorică

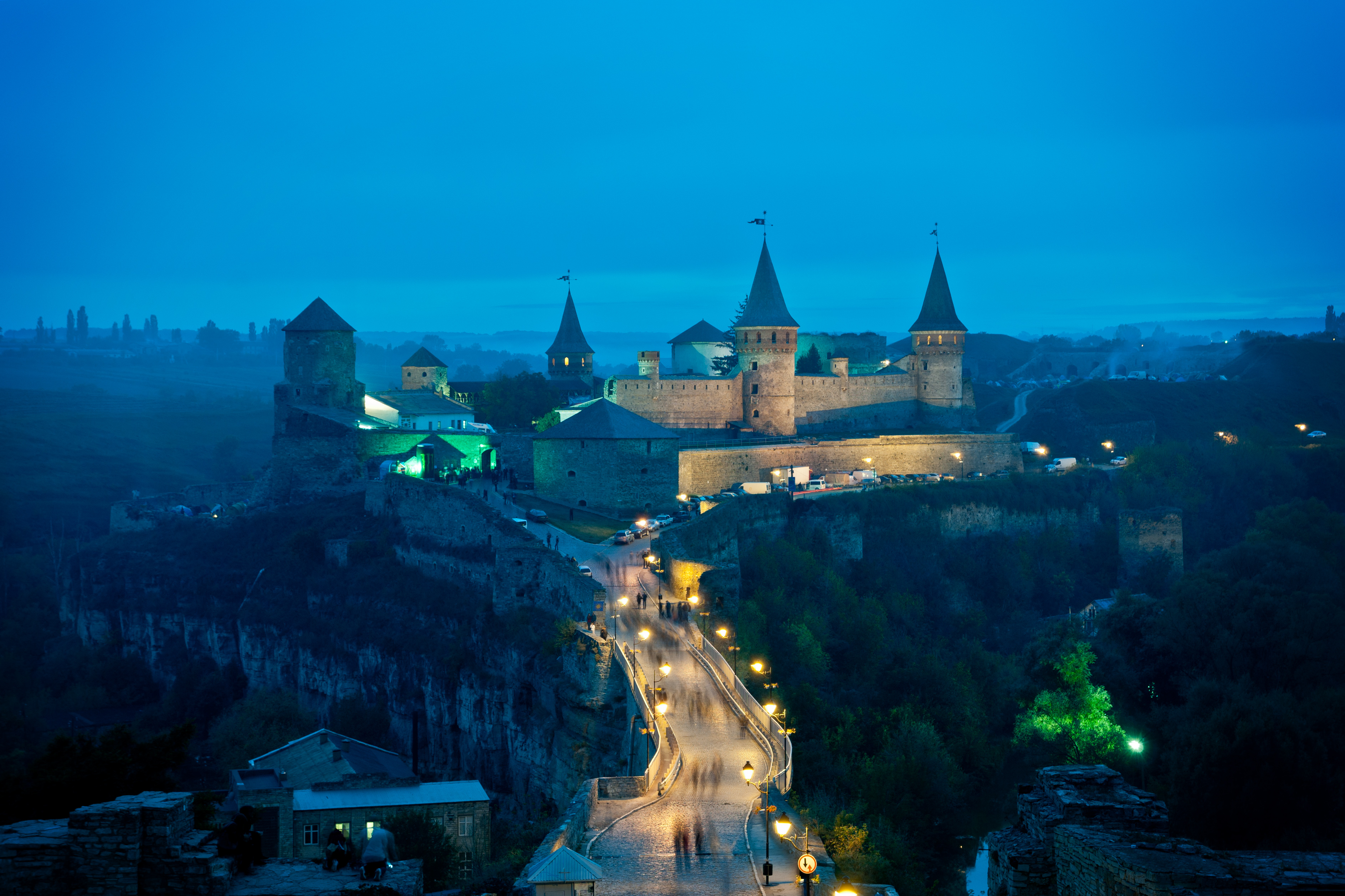
Vedere de noapte a cetății Camenița.

Cetatea Camenița era cea mai recunoscută atracție a orașului, în 2005. Ea primește un număr mare de turiști din întreaga Ucraină și din străinătate, atrăgând mii de turiști anual. S-au păstrat și câteva legende locale. Potrivit unei legende, atunci când sultanul otoman⁠(d) Osman al II-lea a venit la Camenița în 1621 să cucerească orașul, el ar fi fost impresionat de puterea fortificațiilor sale și a întrebat „Cine a construit această mare cetate?”. Cineva i-a răspuns: „Dumnezeu însuși.” Când Osman nu a putut cuceri cetatea, atunci el ar fi zis: „Atunci Dumnezeu să o cucerească.” O altă legendă locală spune că în râul Smotrîh este îngropat aur turcesc și că un tunel de 20 km duce de la cetatea Camenița la cetatea Hotin.
Evenimentele de la asediul otoman din 1672 au fost descrise în romanul istoric Pan Wołodyjowski, scris în 1888 de scriitorul polonez laureat al Premiului Nobel Henryk Sienkiewicz. Castelul apărea pe moneda comemorativă „Vechi Cetăți de pe Nistru”, seria emisă de Banca Republicană Transnistreană din Transnistria, o entitate separatistă, nerecunoscută pe plan internațional, proclamată pe teritoriul Republicii Moldova.